# Pacto com o diabo

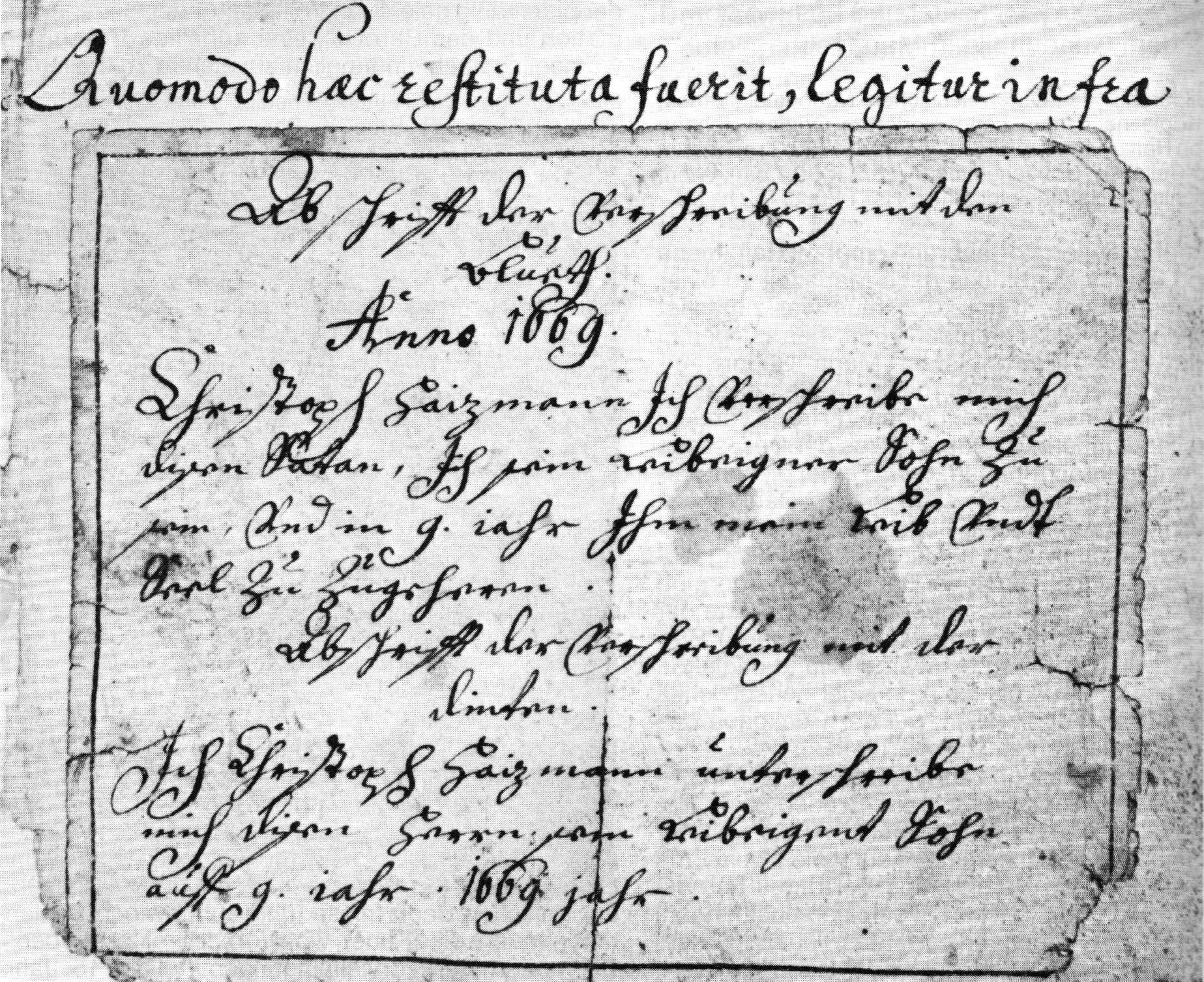
Cópia de um pacto com o diabo (supostamente de 1669), do pintor Christoph Haitzmann, Biblioteca Nacional Austríaca

Um negócio com o Diabo, pacto com o Diabo ou uma Barganha Faustiana, é um motivo cultural, melhor exemplificado através da lenda de Fausto e da figura de Mefistófeles, mas elementar para muitos contos Cristãos. No catálogo tipológico de Aarne-Thompson, consta sob a categoria AT 756B - "O contrato do Diabo". De acordo com tradicional crença Cristã em bruxaria, o pacto é entre a pessoa e Satã ou um demônio. A pessoa oferece a própria alma em troca de favores diabólicos. Estes favores mudam com o conto, mas normalmente incluem juventude, conhecimento, riqueza ou poder.
Também se acredita que algumas pessoas realizaram este tipo de pacto somente como um sinal para mostrar que possuem o Diabo como mestre, em troca de nada. A barganha é considerada perigosa, já que o preço cobrado pelo espírito maligno é a própria alma. O conto pode ter um final moralizante, com a danação eterna do empreendedor temerário. Reciprocamente, pode ter um final cômico, no qual um aldeão astuto engana o Diabo, normalmente em algum detalhe técnico. Qualquer realização aparamentemente sobre-humana pode ser creditada a um pacto com o Demônio, das numerosas "Pontes do Diabo" na Europa à virtuosidade de Niccolò Paganini.
A "barganha com o diabo" constitui o motivo número M210 e "O homem vende alma para o diabo", motivo número M211 no Stith Thompson "Motif-Index of Folk-Literature".

## Em Filmes
O pacto com o Diabo de diversos filmes dos mais variados gêneros, desde comédias até terror. Destacam-se:
- Advogado do Diabo
- Oh, Deus! Que Diabo!
- Endiabrado
- A Encruzilhada (1986)
- Ghost Rider (filme) (2007)
- Errementari (2018)
- A Babá (2017)
- A Babá: Rainha da Morte (2020)